# Cyrille de Jérusalem
Pour les articles homonymes, voir Cyrille.
Cyrille de Jérusalem (v. 315 - 387) est un évêque de Jérusalem de 350 à 386 et un des Pères de l'Église. Il est révéré comme saint tant par l’ Église orthodoxe que par l’Église catholique romaine, et fêté le 18 mars. En 1883, il est proclamé Docteur de l’Église par le pape Léon XIII.

## Contexte historique: des persécutions aux querelles schismatiques
Parler de Cyrille de Jérusalem, comme de tout Père de l’Église, requiert de remonter à l’époque des premiers chrétiens et surtout des persécutions. Ces dernières, intermittentes et jusqu'ici locales, se font plus générales dès 250 avec les persécutions de l'empereur Dèce, où le pouvoir prend lui-même l'initiative de poursuites généralisées et de recherches systématiques. Malgré tout en ce IIIe siècle, et grâce à la pause des persécutions durant la période dite de petite paix de l'Église, l’Église progresse dans toutes les provinces de l’Empire romain.
Très conservateur dans le domaine culturel et religieux, Dioclétien, quant à lui, s’en prend à toutes les religions ou doctrines qui pourraient porter atteinte aux antiques croyances de Rome, et donc particulièrement aux chrétiens : par quatre édits successifs (303-304), il interdit les assemblées chrétiennes, prévoit la destruction des églises et des livres saints, prive les chrétiens de leurs droits civiques et impose à tous l’obligation de sacrifier aux dieux païens. Jusqu’en 311, l’application de ces édits se fait de façon particulièrement violente, surtout en Orient.
Dès l’abdication de Dioclétien, en 305, alternent persécutions et tolérance, car le christianisme devient l’enjeu des luttes pour le pouvoir que se livrent les maîtres d’un empire divisé. Pour se ménager les chrétiens de plus en plus nombreux, les deux augustes Constantin (Occident) et Licinius (Orient) accordent la liberté religieuse dans l'empire : c'est ce qu’on appelle l’édit de Milan (13 juin 313). Le christianisme tend donc à devenir religion d’État.
Dans ce contexte de calme apparent, le christianisme est déchiré par de multiples querelles schismatiques, auxquelles des conciles successifs tentent en vain de mettre fin. Arius, en 321, divise le monde chrétien en subordonnant la nature divine du Christ à celle du Père, donnant naissance à l’arianisme. Cette nouvelle hétérodoxie s’étend peu à peu à tout l’Orient et trouve des appuis auprès des chrétiens et même des évêques. Constantin, soucieux de l’unité de son empire, convoque tous les évêques en concile œcuménique à Nicée en 325. Il y est déclaré que le Fils est « de même substance » que le Père ; Arius est condamné par 300 évêques sur 318.
Ces décisions conciliaires ne rallient pas tous les chrétiens et la suite des événements montre que le problème de l'arianisme était loin d'être résolu.

## Biographie

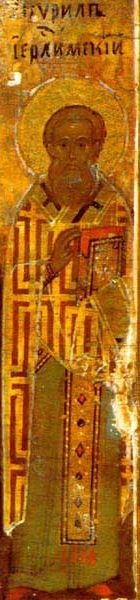
Icône du XVIIIe siècle représentant Cyrille de Jérusalem

Les sources de la vie de Cyrille sont fournies par Jérôme de Stridon et l'historien Socrate le Scolastique, dont dépend en partie son jeune contemporain Sozomène. Deux notices chez Théodoret de Cyr et Épiphane de Salamine complètent le tableau.

### Avant 360
Les parents de Cyrille de Jérusalem sont inconnus. De sa jeunesse, on peut dire qu'il a reçu une bonne formation littéraire car il connaît bien la Bible ; peut-être a-t-il fait vœu de pauvreté et de chasteté dans quelque église de la ville sainte, mais ce n'est dit nulle part de manière explicite. L'évêque de Jérusalem, Maxime, l'ordonne prêtre avant 348 et il est évêque en 351. L'année 348 est donnée par Jérôme comme celle du retrait de Maxime, sur le point de mourir, à qui Cyrille succède, bien que, à cette époque, il ait été résolument anti-nicéen. C'est en effet Acace de Césarée et d'autres eusébiens qui l'ordonnent évêque, contre la volonté de Maxime qui aurait voulu un autre successeur. Mais Socrate donne une autre version des faits : Maxime, à cause de sa foi nicéenne, fut déboulonné par Acace, qui ordonna Cyrille à sa place. Quoi qu'il en soit de la date de la mort de Maxime, ce qui est certain c'est que Cyrille était plutôt, au tout début de sa carrière, dans la ligne théologique dominante après la mort de Constantin, celle de l'arianisme, sans quoi Acace ne l'aurait pas consacré évêque.
Jérôme écrit dans le De viris illustribus qu'il composa ses Catéchèses quand il était encore jeune (« catecheses... in adolescentia composuit »), et l'analyse interne des Catéchèses (v. plus loin Catéchèse 6, § 20, qui suggère la date de 348) confirme cette remarque, même si toutes les Catéchèses baptismales ne datent pas nécessairement de la même année (ni même alors qu'il était déjà évêque). Mais la remarque de Jérôme peut être simplement une façon de dire que les fameuses catéchèses de Cyrille ont été composées avant les tribulations que connut l'évêque à partir de 357.
Il ne mentionne pas l'homoousion mais dans les années 350, c'est le cas de la plupart des auteurs. D'autre part, les Catéchèses baptismales, sans se prononcer pour la foi nicéenne (la consubstantialité du Père et du Fils), affirment sans hésitation la divinité et la seigneurie du Verbe, ce qui est improbable dans la bouche d'un partisan d'Arius. Il semble donc avoir, dès le début de sa carrière d'évêque, incliné sa réflexion théologique dans un sens anti-arien ; c'est d'ailleurs ce qui provoque ultérieurement ses démêlés avec Acace. La remarque de Jérôme permet de tirer une autre conclusion, car c'est la seule source qui donne une idée de l'âge de Cyrille, et donc de sa date de naissance. S'il était déjà évêque pour prononcer ses catéchèses, ce qui est le plus probable, il aurait eu 40 ans entre 348 et 357. Il est donc né après 308.
Sozomène raconte que Cyrille, une fois devenu évêque, se rangea dans le camp anti-arien de Basile d'Ancyre, s'opposant dès lors à la ligne théologique de son métropolite Acace ; mais il indique dans le même temps que le motif premier de leur brouille tient au statut d'autonomie revendiqué par Jérusalem par rapport à Césarée. Il n'en fallait pas plus à Acace pour réunir un synode, en 357, et déposer Cyrille, en prenant prétexte, selon Sozomène, d'une famine au cours de laquelle Cyrille aurait fait vendre des étoffes précieuses et d'autres objets appartenant à l'Église (et offerts par Constantin pour décorer le Martyrium ?).
Un autre évêque, Eutychius, semble alors avoir été mis en place par Acace, d'après une liste des évêques de Jérusalem donnée par Jérôme. Cyrille quitte d'ailleurs Jérusalem en 357, mais c'était pour en appeler à l'empereur Constance, qui lui accorda une révision de son procès. Cela eut lieu lors du concile de Séleucie en 359, qui fut pour lui l'occasion de se ranger définitivement aux côtés des homoiousiens, alors que les acaciens, mis en minorité devant le parti emmené par Basile d'Ancyre, quittent le concile avant sa fin. Il est probable que Cyrille retourna alors à Jérusalem, mais on ne sait pas trop s'il parvint à récupérer son autorité et détrôner l'évêque mis en place pendant son absence.

### Après 360

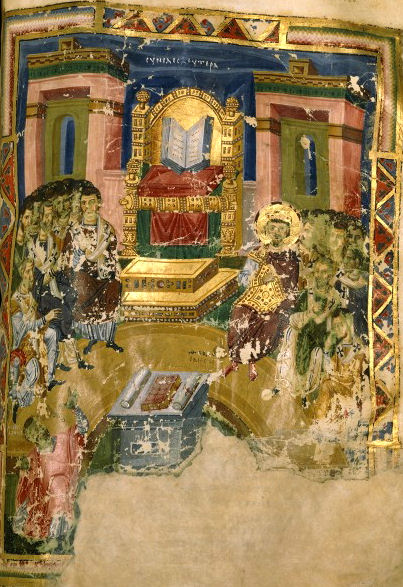
Homélies de saint Grégoire de Nazianze (BnF MS grec 510), folio 355. Premier concile de Constantinople.

À Séleucie, Acace se retire mais ne s'avoue pas vaincu ; il se rend à Constantinople où il obtient de l'empereur Constance la réunion d'un synode qui invalide les décisions de Séleucie et condamne les homéousiens (ou homoiousiens). Les sources se contredisent sur la suite des événements. Pour Jérôme, Cyrille, de retour à Jérusalem après Séleucie, est de nouveau déposé en 360 et remplacé par un certain Irénée, puis, profitant d’une décision de l'empereur Julien, est de nouveau réinstallé à partir de 362. Enfin, cinq ans plus tard, sous Valens, empereur soutenant l'arianisme, il aurait été déposé pour la troisième fois et remplacé par un certain Hilaire, jusqu'à l'avènement de Théodose Ier, onze ans plus tard, en 379. Il connut encore le concile de Constantinople, où il se rangea définitivement dans le camp des partisans du symbole de Nicée, et mourut le 18 mars 387.
Cette présentation classique, toutefois, se heurte à une tradition rapportée par les historiens Socrate et Sozomène, selon laquelle Cyrille, après sa déposition en 357, ne réoccupa son siège qu'après trois évêques ariens, sous Théodose Ier. Cette tradition entre en conflit avec d'autres indications de ces historiens, relatives au règne de Cyrille à Jérusalem sous Julien et Valens, mais il faut la prendre au sérieux, en ce sens que, dans la situation confuse à Jérusalem, entre 360 et 379, il n'y a aucune source disant que Cyrille ne se trouvait pas à Jérusalem.
Jérôme ne parle pas à proprement parler d'exil, ce qui serait une mesure prise par l'empereur, mais simplement de dépositions successives. En fait tout porte à croire que les chrétiens de la ville avaient à choisir entre deux partis, celui des homéousiens emmenés par Cyrille et celui des homéens dont les sources conservent trois noms d'évêques successifs. Durant cette période, ce sont ces derniers qui, soutenus par le pouvoir impérial (Constance II et Valens) de tendance arienne, ont le plus souvent occupé les principales églises, mais Cyrille a pu faire valoir son autorité morale pour les en déloger dans des moments opportuns, comme sous le règne de Julien ou l'interrègne de deux évêques ariens.
C'est durant cette époque qu'Acace finit lui-même par se ranger dans le parti des homéousiens et que Cyrille put placer son neveu Gélase sur le siège de sa métropole, ce qui en dit long sur l'autorité dont il jouissait encore à cette époque en Palestine.
En 381, Cyrille est reconnu officiellement évêque légitime de Jérusalem par ses pairs au concile de Constantinople ; ceux-ci écrivent même au pape Damase : « nous reconnaissons depuis longtemps comme évêque [de Jérusalem] le très vénérable et très pieux Cyrille, qui a été élu jadis selon les règles par les évêques de sa province et qui, en divers temps, a beaucoup lutté contre les ariens ».

## Œuvres
- Une pro-catéchèse et dix-huit catéchèses baptismales, homélies prêchées aux catéchumènes de Jérusalem durant le carême au début de sa carrière (voir la note 2).
- Cinq catéchèses mystagogiques, prêchées durant la semaine après Pâques aux néophytes (aujourd'hui plutôt attribués à Jean II de Jérusalem).
- Une lettre à l'empereur Constance. Dans cette lettre, Cyrille raconte l'apparition d'une croix lumineuse dans le ciel de Jérusalem, s'étendant du Calvaire au mont des Oliviers. La date du 7 mai, dans beaucoup de calendriers liturgiques, conserve le souvenir de cet événement, qui date sans doute de 351.

Les Catéchèses ont été plusieurs fois publiées, notamment par dom Antoine-Augustin Touttée et dom Maran, à Paris, 1720, in-folio, grec-latin ; par W-K Reischl et J. Rupp, à Munich, 1848 et 1860, 2 volumes in-8, et par l’abbé Jacques-Paul Migne dans le vol. 33 de sa Patrologie, 1857-1860. Les Catéchèses ont été traduites en français par Grandcolas, 1715 et par J. Bouvet (Saint Cyrille de Jérusalem, Catéchèses baptismales et mystagogiques, Namur, 1962).

### Les Catéchèses baptismales

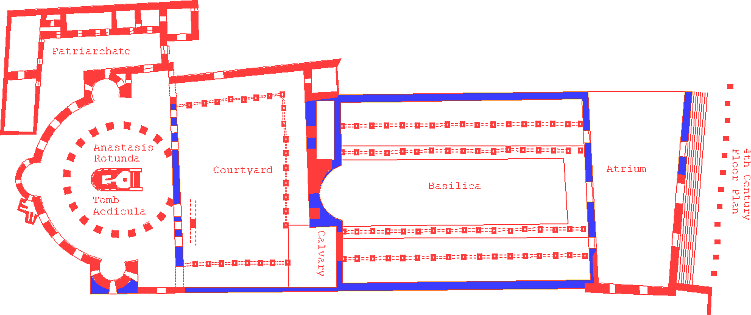
Église du Saint-Sépulcre (Jérusalem), Plan du site au IVe siècle, en bleu la basilique de Constantin.

Cette œuvre constitue un témoignage unique pour l’histoire de la liturgie, en particulier pour la connaissance des cérémonies du baptême au milieu du IVe siècle à Jérusalem et de son temps de préparation, à savoir le carême. Elle permet également de connaître le Credo de Jérusalem à cette époque et, singulièrement, de parcourir, au fil des prédications, les principaux lieux de la basilique de Constantin : le martyrium, l’anastasis et l’atrium (éléments sur la page Église du Saint-Sépulcre (Jérusalem)).
Pour introduire ses conférences catéchétiques, Cyrille montre aux nouveaux candidats l’importance du sacrement du baptême auquel ils se préparent (Procatéchèse), sacrement qu’il présente de manière générale tout d’abord (Catéchèses 1-5). Une telle préparation suppose une lecture assidue des Écritures et une réflexion sur les différents articles de foi, commentaire simple et direct du Credo (Catéchèses 6-18).
Ainsi achevées, ces conférences catéchétiques permettent donc aux nouveaux chrétiens d’avancer en toute sécurité sur le chemin de la foi : 

« Nous avons besoin de la grâce divine, d’une sage perspicacité et d’yeux bien ouverts, afin de n’être pas victimes de notre ignorance, en mangeant de l’ivraie pour du blé […] »

— Cyrille, Catéchèses, 4.
Des indications assez précises existent dans les catéchèses baptismales quant aux circonstances de leur élocution. Comme ces indications ont une certaine importance pour déterminer la forme qu'avait le carême au IVe siècle en Orient, il est intéressant de relever ces passages. De ce point de vue il est aussi important de relever la liste des lectures bibliques à partir desquelles le commentaire est tressé.

#### Les lectures commentées dans les Catéchèses

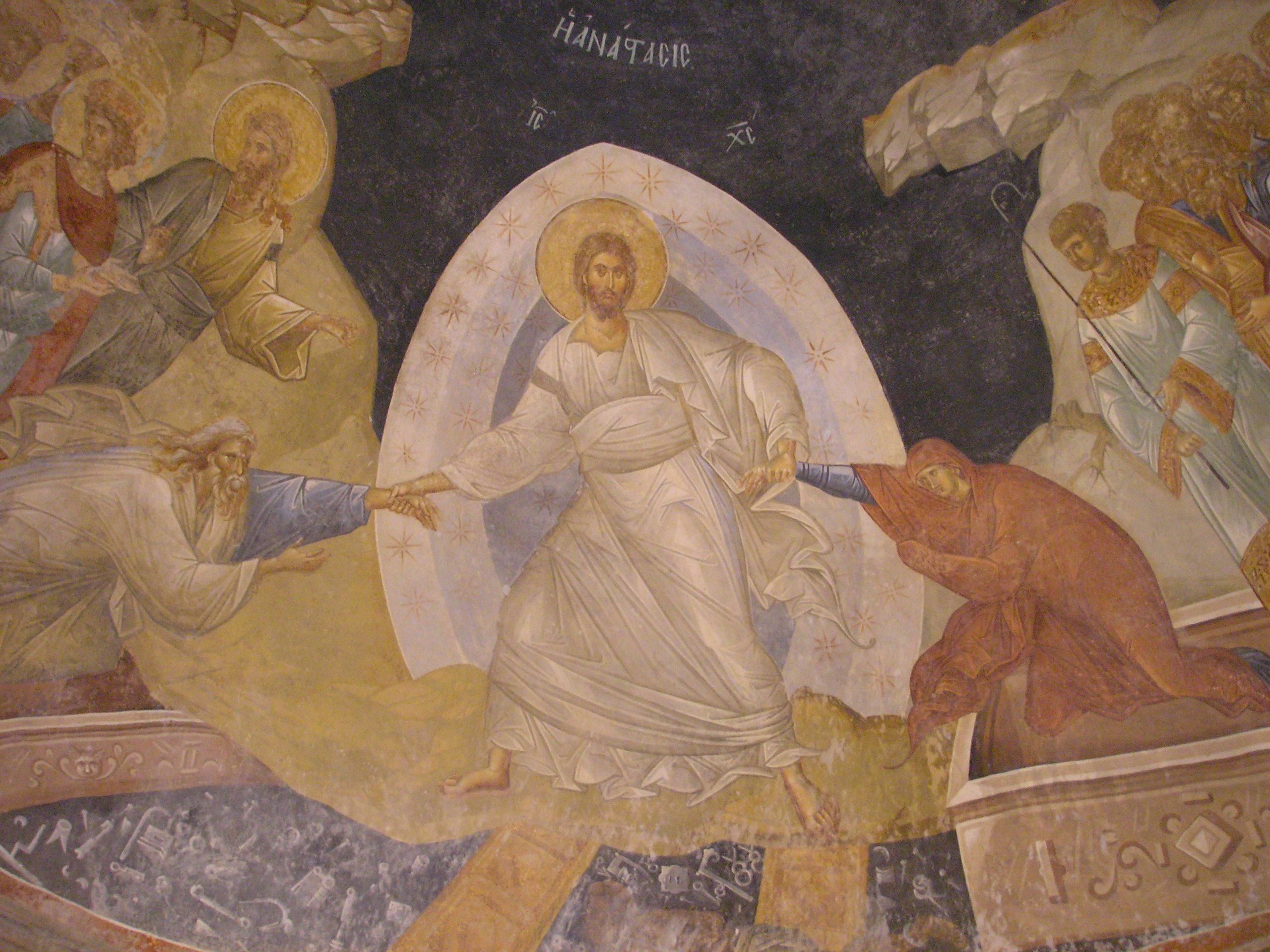
Fresque byzantine tardive de la résurrection des morts (Anastasis), Saint-Sauveur-in-Chora, Constantinople.

Le lectionnaire arménien (LA) contient presque exactement les mêmes lectures que celles commentées par Cyrille, dans une liste insérée au début du cycle quadragésimal. Le lectionnaire géorgien (LG) regroupe, quant à lui, ces lectures dans les deux dernières semaines avant la grande semaine (la semaine sainte), dans le cadre des offices qui y sont décrits, à raison de deux lectures par jour. On trouvera donc ici les lectures telles qu'elles sont données dans le lectionnaire arménien, dont les Catéchèses de Cyrille ne citent en général, au début, que l’incipit, suivie par la référence au LG (où la péricope est souvent plus longue ou plus courte).
1. La pro-catéchèse est une invitation aux « illuminands » à commencer leur initiation en vue du baptême à Pâques. Égérie explique que, la veille du carême (45, § 1), le dimanche soir, les noms des impétrants sont inscrits puis, le lendemain (matin, dans le Martyrium, après l'office du matin, 46, § 1), l'évêque passe en revue les candidats pour savoir s'ils sont dignes d'être baptisés (46, § 2-4). Ce devait être à son époque (en 384) l'occasion de la pro-catéchèse, qui ne porte sur aucune lecture particulière. Mais il y a une différence entre Cyrille et Égérie : d'une part le carême comporte huit semaines pour celle-ci, alors que des auteurs comme Origène, Eusèbe ou Sozomène disent qu'il y avait, au IVe siècle en Palestine, six semaines de carême seulement[21] ; d'autre part, il y a des raisons de croire que les catéchèses baptismales se disaient en fait dans les trois dernières semaines avant Pâques[22].
2. La première catéchèse suit la lecture de Is. 1, 16-20. Dans LG : lundi III (= de la 3e semaine avant Pâques), suivie par Ro. 9, 13-24 (péricope absente de LA).
3. La deuxième catéchèse suit la lecture de Ez. 18, 20b-23. Dans LG : mardi III.
4. La troisième catéchèse suit la lecture de Ro. 6, 3-14. Dans LG : mercredi III.
5. La quatrième catéchèse suit la lecture de Col. 2, 8 - 3, 4. Dans LG : jeudi IV.
6. La cinquième catéchèse suit la lecture de Hb. 11, 1-31. Dans LG : lecture omise (remplacée par Hb. 9, 1-31 vendredi III).
7. La sixième catéchèse suit la lecture de Is. 45, 16b-26. Dans LG : lundi II.
8. La septième catéchèse suit la lecture de Eph. 3, 14 - 4, 13. Dans LG : mardi II.
9. La huitième catéchèse suit la lecture de Jér. 32 (= 39 en hébreu), 19b-44. Dans LG : mercredi II.
10. La neuvième catéchèse suit la lecture de Jb 38, 2 - 39, 35 (= 40, 5 en hébreu). Dans LG : jeudi II.
11. La dixième catéchèse suit la lecture de I Cor. 8, 5 - 9, 23. Dans LG : vendredi II.
12. La onzième catéchèse suit la lecture de Hb. 1, 1 - 2, 1. Dans LG : mercredi II.
13. La douzième catéchèse suit la lecture de Is. 7, 10 - 8, 10. Dans LG : jeudi III.
14. La treizième catéchèse suit la lecture de Is. 53, 1 - 54, 5. Dans LG : vendredi III.
15. La quatorzième catéchèse suit la lecture de I Cor. 15, 1-28. Dans LG : mardi III. À cause de son contenu, la Résurrection, c'est la seule catéchèse cyrillienne qui se donne dans l'Anastasis au lieu du Martyrium.
16. La quinzième catéchèse suit la lecture de Dn. 7, 2-27. Dans LG : mardi II.
17. La seizième catéchèse suit la lecture de I Cor. 12, 1-7. Dans LG : lundi II.
18. La dix-septième catéchèse suit la lecture de I Cor. 12, 8-27. Dans LG : jointe à la précédente le lundi II (I Cor. 12, 1-14).
19. La dix-huitième catéchèse suit la lecture de Ez. 37, 1-14. LA ajoute une lecture (I Tim. 3, 14-16) commentée par Cyrille dans la même catéchèse. Dans LG : vendredi II, avec une autre partie du livre le mercredi III (Ez. 36, 5 ss ou 47, 1 ss), et jeudi II pour la lecture de I Tim.

La question se pose maintenant de savoir quand les catéchèses cyrilliennes ont été prononcées dans le cadre d'un carême de six semaines.

#### Catéchèse 6
« Déteste tous les hérétiques, en particulier celui qui a reçu son nom de la folie qui a commencé récemment sous le Basileus Probus : son erreur en effet remonte au total à (un peu) plus de soixante-dix ans et il reste encore maintenant des hommes qui ont vu de leurs yeux ce champion. Ce n'est pourtant pas parce qu'il est récent que tu dois le détester... » (§ 20). La Catéchèse 6 se situe donc 70 ans après l'apparition de Mani, sous l'empereur Probus qui régna de 276 à 282. D'autres sources font remonter l'apparition de Mani à 277 ou 278, ce qui permet de situer ce texte avec assez de précision en 347 ou 348, cette dernière date, plus probable, étant celle de la consécration épiscopale de Cyrille. Il n'est par contre pas du tout certain que toutes les catéchèses aient été prononcées la même année.

#### Catéchèses 7-8
« En effet, comme nous le disions hier, avant même d'exposer ce qui touche notre Seigneur Jésus Christ, du seul fait que nous avons affirmé l'existence d'un “Père”, nous avons déjà montré qu'il existe un Fils dont il est le Père, entendant ainsi reconnaître, de la même manière, et qu'il est Dieu, et qu'il a un Fils. » (§ 1) La septième catéchèse, qui tourne tout entière autour de la paternité de Dieu, fait effectivement allusion à l'argument évoqué ici (VII 4). Elles ont donc été prononcées la même année, même s'il ne faut pas exclure des retouches ultérieures.

#### Catéchèses 10-12
« [...] comme tu l'as entendu le dimanche où nous parlions à la synaxe sur l'expression “selon l'ordre de Melchidédeq”. (Ps. 109, 4) » (X 14) Dans LG, le Ps. 109 (110) n'est guère attesté les dimanches du temps de carême. Il est certain qu'il existait encore dans le second tiers du IVe siècle une certaine liberté dans le choix ces antiennes.
« Notre espérance, c'est Jésus Christ, nos instructions d'hier, selon nos capacités, l'ont suffisamment établi. » (XI 1) Ce début de la onzième catéchèse peut faire allusion à la Catéchèse X qui trait des noms de Jésus ; toutefois, l'allusion n'est pas très précise et ne suffit pas à affirmer de manière certaine que les catéchèses 10-11 datent de la même année.
« Rappelle-toi donc ce qui a été dit hier de la divinité. » (XII 4) Ceci peut faire allusion à la onzième catéchèse, qui traite de la génération éternelle du Fils, « Dieu véritable » (XI 21).

#### Catéchèse 14
« Le déroulement de la didascalie de la foi invitait à parler aussi de l'Ascension, mais la grâce de Dieu a voulu que très complètement tu en aies entendu parler, à la mesure de notre faiblesse, hier dimanche. Par une disposition de la grâce divine, la suite des lectures faites à la sainte synaxe comportait ce qui regarde la montée aux cieux de notre sauveur. » (§ 24)... « J'ai laissé le reste de l'argumentation ; je vous l'ai dit hier à la synaxe dominicale. » (§ 26) Cette catéchèse a donc été prononcée le lendemain d'un dimanche. Le plus probable est qu'il s'agissait du dimanche des Rameaux, où la lecture de Eph. 1, 3-10 peut donner lieu à un commentaire sur l'Ascension et où, le soir, on se rendait au sommet du mont des Oliviers.

#### Catéchèse 18
« Sur la foi sainte des apôtres qui vous a été transmise pour que vous la proclamiez, nous vous avons donné autant de catéchèses que possible, par la grâce de Dieu, au cours de ce carême qui s'achève. » (§ 14) « Qui voudrait suivre en détail l'exposé des faits merveilleux arrivés (en ce sens) trouverait certes beaucoup à dire. Mais vu la fatigue que vous avez déjà supportée, et ce qu'y ajoutent le jeûne du vendredi et la vigile, contentons-nous pour l'instant de ne parler que sommairement de ces sujets. » (§ 17) La citation du § 14 indiquent que la Catéchèse 18 a été prononcée vers la fin du carême, le matin (comme chaque catéchèse baptismale d'après Égérie) ; et il s'agissait sans doute, d'après le § 17, d'un samedi : l'auteur veut dire qu'il va maintenant faire court, à cause de la fatigue due à la longueur de sa prédication et en plus du jeûne plus rigoureux du vendredi ainsi que de la vigile qui vont avoir lieu. En carême d'après Égérie, une vigile avait lieu en effet chaque nuit du vendredi au samedi. Il ne s'agit donc vraisemblablement pas d'un vendredi, comme l'interprètent certains, qui lisent dans les mots « la fatigue que vous avez déjà supportée » une allusion au carême finissant et, dans les mots en italique, une allusion à la fatigue supplémentaire que ses lecteurs vont devoir endurer en ce jour et dans la nuit suivante.

#### Débat sur l'attribution
La question de l'auteurité des catéchèses est sujette à controverse. Elles ont été attribuées à un successeur de Cyrille, Jean de Jérusalem.

#### Conclusion
Les allusions qui existent, en amont de Cyrille, à un cycle de catéchèse en trois semaines avant Pâques (voir les auteurs cités à la note 8) et en aval (dans LG en particulier) permettent de conclure que, à l'époque de la prédication de ces homélies, dans la « jeunesse » de Cyrille, on connaissait encore la tradition ancienne de former les catéchumènes au cours des trois dernières semaines avant Pâques par une catéchèse, du lundi au samedi, d'où la série traditionnelle (déjà pour Cyrille) des 18 lectures (3 x 6 = 18).

## Postérité
En 1883, il est proclamé Docteur de l’Église par le pape Léon XIII.
Il est commémoré le 18 mars selon le Martyrologe romain.

#### Œuvres
- Clavis Patrum Græcorum 3585-3618.
- Œuvres complètes de saint Cyrille Patriarche de Jérusalem, introduction, traduction française et notes par Antoine Faivre, tome 1 (Préface, Vie de St Cyrille, Procatéchèse [vers 348-350], Catéchèses baptismales 1 à  12 [vers 347-350]), tome 2 (Catéchèses baptismales 13 à  18 ; Catéchèses mystagogiques 1 à  5 ; Homélie sur le paralytique, Lettre à  l'empereur Constance, Homélie sur la Présentation au Temple, Table analytique des deux volumes), Lyon, Pelagaud, 1844, 2 vol. Rééd. Nabu Press, 2012, 538 p.
- Cyrille de Jérusalem. Textes choisis et présentés par Maurice Véricel; Éditions ouvrières, coll. "Église d'hier et d'aujourd'hui", 1993, 127 p.
- Catéchèses mystagogiques (Katēhēseis mustagōgikai), trad. Auguste Piédagnel, Cerf, coll. "Sources chrétiennes", 1966, éd. revue 2004, 228 p.
- Catéchèses baptismales et mystagogiques, trad. chanoine Jean Bouvet, Namur, Éditions du Soleil levant, 1962, 558 p. (rééd. Migne, coll. "Les Pères dans la foi", diff. Brépols, 1993, 377 p.)
- Lettre à l'empereur Constance.

#### Études
- Maurice Véricel, Cyrille de Jérusalem, coll. "Église d'hier et d'aujourd'hui", Paris, Éd. Ouvrières, 1993 [avec un choix de textes en trad. française ; 1re éd. en 1957].
- Cyrille de Jérusalem, Les Catéchèses baptismales et mystagogiques, trad. de Jean Bouvet, revue et actualisée, introd., annotations et guide pratique par Adalbert-G. Hamman, coll. "Les Pères dans la foi" no 53-54, Paris, Migne & Brepols, 1993 [1re éd. en 1962].
- Michel Corbin, Les catéchèses baptismales de saint Cyrille de Jérusalem, coll. "Donner raison" no 31, Bruxelles, Lessius, 2011.

#### Pseudo-Cyrille de Jérusalem
- Homélie sur la visite du Seigneur, en grec : J. Rupp, Patris nostri Cyrilli Hierosolymarum archiepiscopi opera, t. 2, 1967, p. 444-456.
- Résumé des lettres supposées de Cyrille et du pape Jules, en grec : J. Rupp, o.c.